# Cuba Cola
Cuba Cola är en läskedryck som lanserades 1953 och är därmed Sveriges äldsta colavarumärke.
Receptet på Cuba Cola ägs av Spendrups i Vårby. Tidigare ägdes det av Nordarom som licensierade rättigheten för tillverkning till fyra svenska bryggerier. Dessa var Vasa Bryggeri, Guttsta Källa, Krönleins Bryggeri, Heines Bryggeri och Hammars Bryggeri. 2020 tog Spendrups över all tillverkning och designade om etiketten. Samtidigt lanserades en variant med sötningsmedel istället för socker.
Att varumärket fick namnet Cuba Cola har att göra med att Kuba ansågs exotiskt under 1950-talet, där bland annat många amerikaner turistade. Samtidigt var det ett internationellt namn. Varumärket har inte haft någon politisk anknytning till Kuba.

## Historik
Drycker som innehöll fosforsyra och koffein var fram till 1953 förbjudna i Sverige, men när förbudet hävdes hade företaget Saturnus AB redan en färdig dryck klar att börja producera. Colan började säljas sommaren 1953 och blev en stor succé eftersom efterfrågan var hög på de amerikanska dryckerna Coca-Cola och Pepsi Cola. Cuba Cola lanserades tre månader innan Coca-Cola började säljas i Sverige.
Varumärket ägdes av Nordarom fram till början av 2020 när det övertogs av Spendrups. Krönleins och andra bryggerier som dittills tillverkat Cuba Cola upphörde samtidigt med detta. I april 2020 nylanserades Cuba Cola av Spendrups med ny design och ett nytt recept. En variant med sötningsmedel istället för socker lanserades också. Förändringen innebar även ökad marknadsföring och tillgänglighet. Spendrups hade tidigare gjort en liknande nylansering av Trocadero.